# Hetaerina sanguinea
Hetaerina sanguinea – gatunek ważki z rodziny świteziankowatych (Calopterygidae). Występuje na terenie Ameryki Południowej i jest szeroko rozprzestrzeniony. Stwierdzono go w Kolumbii, Wenezueli, Ekwadorze, Peru, Brazylii, Boliwii i skrajnie północnej Argentynie (prowincja Salta).